# Garland Finney
Garland Finney  (* 17. November 1916 in Los Angeles; † 20. Dezember 1946 ebenda) war ein US-amerikanischer Jazz-Pianist.
Finney war neben Marlowe Morris als Pianist in dem Jazzfilm Jammin’ the Blues (1944) von Gjon Mili zu sehen („On the Sunny Side of the Street“). Außerdem nahm er 1944/45 für die ersten Jazz-at-the-Philharmonic-Sessions von Norman Granz auf. 1946 nahm er in der Band von Maxwell Davis mit dem Bluessänger Jo Jo Adams mehrere Schallplatten für Aladdin auf.
Charles Mingus schätzte ihn (und ebenso Dexter Gordon) und bedauerte, dass er nicht nach New York ging, sondern in Kalifornien blieb, wo damals (Mingus sprach von der Zeit seiner Jugend Ende der 1930er Jahre) die Möglichkeit für Aufnahmen bestanden hätte. Mingus selbst spielte Mitte 1945 mit Finney im Little Harlem in Watts (Los Angeles). Im September 1942 spielte er in einer Band von Barney Bigard mit Kid Ory, Red Mack, Mingus (unter dem Namen Charles Ingles), Jackie Kelso, Henry Tucker Green (dr, als Tommie Tucker) im Trouville in Los Angeles.